# Texas Tech Red Raiders

Il logo dei Red Raiders

Con il termine di Texas Tech Red Raiders ci si riferisce alle squadre sportive della Texas Tech University con sede a Lubbock, stato del Texas, Stati Uniti d'America. Si tratta di una delle squadre appartenente alla Big 12 Conference, la più prestigiosa associazione nel campionato di sport universitario statunitense.
Esse comprendono varie discipline divise sia per settore maschile che femminile. Nel 1993 la divisione femminile di basket ha vinto il titolo nazionale

## Settore maschile
- Baseball
- Pallacanestro, in cui hanno militato Tony Battie, Cory Carr, Mark Davis, Andre Emmett, Darvin Ham Geoff Huston, Jarrett Culver e Davide Moretti;
- Corsa campestre
- Football americano, dove hanno militato Graham Harrell, Michael Crabtree, Byron Hanspard, Kliff Kingsbury, Bam Morris, Wes Welker e Patrick Mahomes;
- Golf
- Tennis
- Atletica leggera

## Settore femminile
- Pallacanestro, in cui hanno militato Sheryl Swoopes e Alicia Thompson.
- Corsa Campestre
- Golf
- Calcio universitario
- Softball
- Tennis
- Atletica leggera
- Pallavolo